# Діти розуму
Діти розуму (англ. Children of the Mind) (1996) — це роман американського письменника Орсона Скотта Карда, четвертий в його успішної серії науково-фантастичних романів «Гра Ендера», в яких основна увага приділяється персонажу Ендер Віггін. Спочатку ця книга була другою половиною «Ксеноцида», перш ніж вони були розділені на два романи.

## Короткий зміст сюжету
Книга «Діти розуму» починається з того моменту, на якому зупинився сюжет «Ксеноцида». Джейн — Айю з «Внеміра», — розвинений штучний інтелект, використовує свої недавно виявлені здібності, щоб миттєво виводити раси жукерів, людей і пеквенінос за межі Всесвіту і назад. Вона використовує ці здібності, щоб перемістити їх на далекі населені планети для колонізації. Вона втрачає пам'ять і концентрацію, оскільки величезна комп'ютерна мережа, підключена до анзіблю, відключається. Якщо вона хоче вижити, вона повинна знайти спосіб перенести свою Айю (або душу) в людське тіло.
Багато подій обертаються навколо «нащадків» — Пітера і юної Вел. Вел страждає від нестачі життєвої сили айи Ендер, оскільки в її місії він зацікавлений найменше, але до тих пір, поки не стає відомо, що Міро і Джейн шукають рідну планету вірусу десколади. Ендер більш зацікавлений в місії Пітера, що полягає в пошуку коштів зупинити застосування молекулярного дезінтегратори проти Лузитании. Пітер Віггін і Сі Ван-Му відправляються в світи Божественного Вітру і Пацифики, щоб переконати очолювану японцями групу тих, хто вагається в Зоряному Конгресі скасувати свій наказ про знищення Лузитании. Простежуючи шлях прийняття рішень в зворотному напрямку, вони можуть показати адепта дзен (філософу) його вплив на Зоряний Конгрес. Після декількох ускладнень філософ переконує клан Цуцумі вплинути на фракцію Необхідності в Зоряному Конгресі, щоб зупинити Флот Ста Світів. Однак адмірал, який очолює Флот на Лузітанія, не підкоряється наказу Конгресу і робить те, що, на його думку, зробив би Ендер Віггін, винуватець першого ксеноціда, і запускає пристрій Молекулярного дезінтегратори (MDD).
Під час свого першого і єдиного подорожі у «Внемір» Ендер зі своєї Айю створює Пітера і юну Вел (сюжет «Ксеноцида»). «Життєва сила» Ендер тепер розділена між трьома людьми. Коли Айю вкладена в Пітера і юну Вел, починаються труднощі з підтриманням Айю на достатньому для життя трьох людей рівні, і сам Ендер починає руйнуватися. Максимальне число людей, життя і здоров'я яких Ендер здатний одночасно підтримувати, дорівнює двом. Після фізичної смерті Ендера Віггіна, його Айю продовжує своє існування завдяки Пітеру (Джейн направляє його Айю до тіла Пітера, а юна Вел віддає свою фізичну оболонку Джейн, а її Айю також продовжує існування в Пітері), в той же час Джейн володіючи тілом юної Вел, не знищується, коли анзібл вимикається.
Потім, запозичуючи величезні ментальні здібності простодушних «материнських дерев» пеквенінос, вона може продовжити переміщення космічних кораблів миттєво. Джейн переміщує корабель з Пітером і Ван-Му поблизу ракетної зброї, потім транспортує ракету і їх всередину побудови Флоту Ста Світів, де ракета потім роззброюється і виводиться з ладу. Зусилля Пітера і Сі Ван-Му нарешті увінчалися успіхом, і руйнування Лузитании вдалося запобігти.
Джейн закохується в Міро, а Пітер — в Ван-му. Обидві пари укладають шлюб в той же день, що і похорони Ендер, під одним з материнських дерев пеквенінос.

## Використана література
1. ↑  Review: XENOCIDE & CHILDREN OF THE MIND, by Orson Scott Card - Laura Fissel. www.laurafissel.com. Архів оригіналу за 20 листопада 2018. Процитовано 31 березня 2021.
2. ↑  SF REVIEWS.NET: Children of the Mind / Orson Scott Card ★★½. www.sfreviews.net. Архів оригіналу за 8 серпня 2020. Процитовано 31 березня 2021.